# 2007 CR79
2007 CR79, também escrito como 2007 CR79, é um objeto transnetuniano que está localizado no Cinturão de Kuiper, uma região do Sistema Solar. Ele possui uma magnitude absoluta de 7,6 e tem um diâmetro estimado com 133 km.

## Descoberta
2007 CR79 foi descoberto no dia 19 de janeiro de 2007 pelos astrônomos P. A. Wiegert e A. Papadimos.

## Órbita
A órbita de 2007 CR79 tem uma excentricidade de 0,225 e possui um semieixo maior de 47,540 UA. O seu periélio leva o mesmo a uma distância de 36,865 UA em relação ao Sol e seu afélio a 58,215 UA.